# Чжоу Лусінь
Чжоу Лусінь  (кит.: 周吕鑫, 31 липня 1988) — китайський стрибун у воду, олімпійський медаліст.

## Виступи на Олімпіадах
| Олімпіада  | Дисципліна | Місце |
| ---------- | ---------- | ----- |
| Пекін 2008 | вишка      | 2     |